# Miss Monde 1958
Miss Monde 1958, est la 8e élection de Miss Monde, qui s'est déroulée au Lyceum Theatre à Londres, en Royaume-Uni le 13 octobre 1958. 
L'élection a été présenté pour la 1re fois par Bob Russell.Le Royaume-Uni, hôte du concours, accueille pour la 8e année consécutive la compétition au Lyceum Theatre à Londres. 
20 pays ont participé à l'élection. La Grande-Bretagne concourt pour la première fois sous le nom du Royaume-Uni. 
La gagnante du concours est la Sud-Africaine, Penelope Coelen, Miss Afrique du Sud 1958 succédant à la Finlandaise, Marita Lindahl, Miss Monde 1957, et devenant ainsi la première Sud-Africaine de l'histoire à remporter le titre depuis sa première participation du pays au concours en 1956. Elle est également la deuxième femme africaine à être élue après la lauréate égyptienne Antigone Costanda, élue en 1954.

## Résultats
| Résultat Final  | Candidates |
| --------------- | --- |
| Miss Monde 1958 | - Afrique du Sud - Penelope Coelen |
| 1re dauphine    | - France - Claudine Auger |
| 2e dauphine     | - Danemark - Vinnie Ingemann |
| 3e dauphine     | - Suède - Harriet Margareta Wågström |
| 4e dauphine     | - Hollande - Lucienne Struve |
| 5e dauphine     | - Royaume-Uni - Eileen Sheridan |
| 6e dauphine     | - Brésil - Sônia Maria Campos |
| Top 12          | - Allemagne - Dagmar Herner - Canada - Marilyn Anne Keddie - Italie - Elisabetta Velinsky - Norvège - Åse Qjeldvik - USA - Nancy Anne Corcoran |

## Candidates

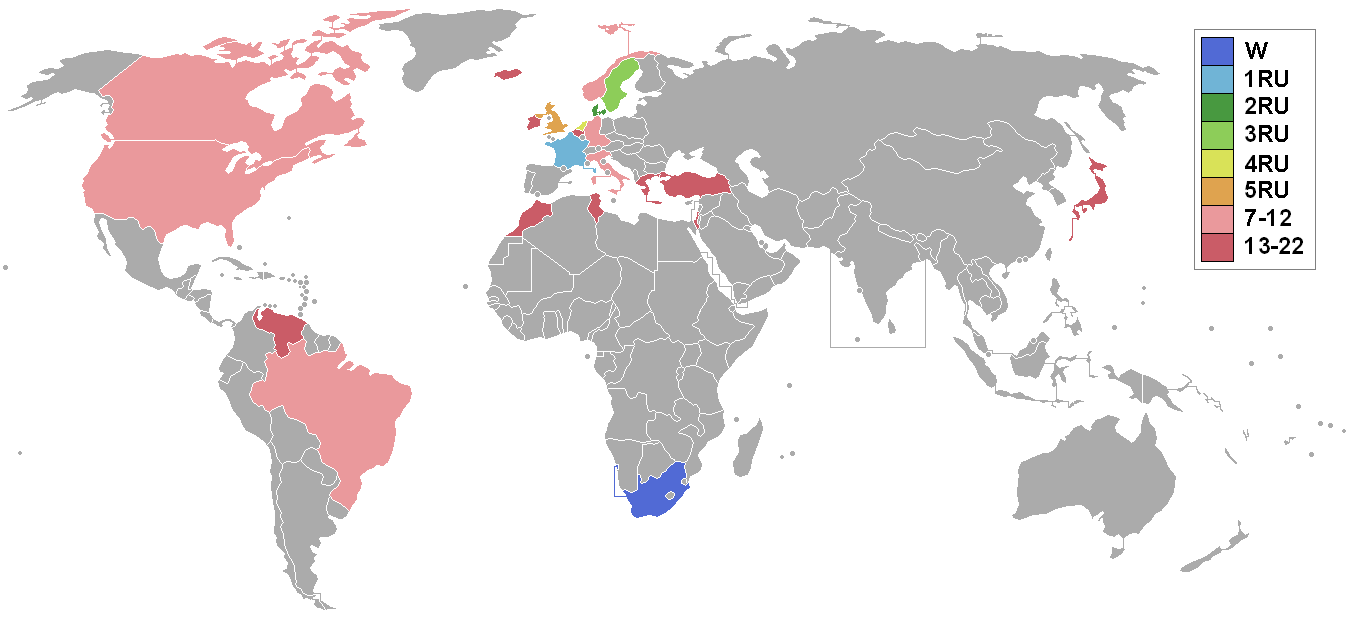
Pays représentés au concours de Miss Monde 1958 :
Miss Monde 1958
1re dauphine
2e dauphine
3e dauphine
4e dauphine
5e dauphine
De la 7e à la 12e place
De la 13e à la 22e place
Pays n'ayant pas participé

20 candidates ont concouru pour le titre de Miss Monde 1958 :
| Pays           | Candidate                                   | Âge    | Domicile           |
| -------------- | ------------------------------------------- | ------ | ------------------ |
| Afrique du Sud | Penelope Coelen                             | 18 ans | Durban             |
| Allemagne      | Dagmar Herner                               | NC     | Rhénanie-Palatinat |
| Belgique       | Jeanne Chandelle                            | 19 ans | NC                 |
| Brésil         | Sônia Maria Campos                          | 19 ans | Recife             |
| Canada         | Marilyn Anne Keddie-Burkhardt (°1936-†2014) | 22 ans | Flin Flon          |
| Danemark       | Vinnie Ingemann                             | 18 ans | Copenhague         |
| États-Unis     | Nancy Anne Corcoran                         | 23 ans | Washington         |
| France         | Claudine Oger (°1941-†2019)                 | 17 ans | Paris              |
| Grèce          | Mary Panoutospoulou                         | NC     | NC                 |
| Hollande       | Lucienne Struve                             | 19 ans | Rotterdam          |
| Irlande        | Susan Riddell-Knowles                       | 17 ans | Londonderry        |
| Israël         | Rachel Shafrir                              | 19 ans | Tel Aviv           |
| Italie         | Elisabetta Velinsky                         | 18 ans | NC                 |
| Japon          | Hisako Okuse                                | 23 ans | Saitama            |
| Maroc          | Jocelyne Lambin                             | 21 ans | NC                 |
| Norvège        | Åse Gjeldvik                                | NC     | NC                 |
| Royaume-Uni    | Eileen Elizabeth Sheridan (°1936-†2018)     | 22 ans | Walton-on-Thames   |
| Suède          | Harriet Margareta Wågström                  | 20 ans | Stockholm          |
| Turquie        | Sunay Uslu                                  | 18 ans | Istanbul           |
| Venezuela      | Ida Margarita Pieri                         | 18 ans | Carúpano           |

## Observations